# Laguna Mullaca
La laguna Mullaca es un depósito natural de agua dulce ubicado dentro del Parque nacional Huascarán en el departamento de Áncash, Perú.
Es una laguna considerada peligrosa por el Inaigem.

## Ubicación
Mullaca está localizada a una altitud de 4596 m s. n. m. en el distrito de Tarica en la provincia de Huaraz, departamento de Áncash.